# Río Ixcán (vattendrag i Guatemala)
Río Ixcán är ett vattendrag i Guatemala.   Det ligger i departementet Departamento de El Progreso, i den nordvästra delen av landet, 180 km norr om huvudstaden Guatemala City.